# Hong Kong Stock Exchange

Logo van de HKSE

De Hong Kong Stock Exchange is de effectenbeurs van Hongkong. De beheerder van deze beurs is het beursgenoteerde bedrijf Hong Kong Exchanges & Clearing (HKEx).

## Geschiedenis
De eerste formele beursvloer van de Association of Stockbroker in Hong Kong werd in 1891 opgericht. Tot die tijd vond de handel vooral informeel plaats. In 1914 werd de naam gewijzigd in Hong Kong Stock Exchange. Chinezen konden destijds geen lid zijn en zij richtten in 1921 hun eigen organisatie op, de Hong Kong Stockbrokers’ Association. Kort na het einde van de Tweede Wereldoorlog fuseerden beide beurzen. De snelle naoorlogse economische groei leidde tot meer bedrijven die een beursnotering aanvroegen op de beurs.
In 1969 werd de Hang Seng index geïntroduceerd. De een aandelenindex van de Hang Seng Bank was samengesteld uit 33 aandelen. In het begin van de jaren 70 steeg de HSI index zeer snel en bereikte een top van 1775 op 9 maart 1973. Het was een zeepbel en tegen het einde van het jaar was de index al gedaald naar 433 en ultimo 1974 stond de index op 177 punten. De overheid kwam met nieuwe regels voor de beurshandel.

### Bij China
Vanaf 1982 werden de gesprekken gevoerd tussen het Verenigd Koninkrijk en de Volksrepubliek China met betrekking tot de overdracht van Hong Kong. In december 1984 werd de overeenkomst gesloten. In 1986 werden alle effectenbeurzen van Hongkong ondergebracht in een organisatie, de Stock Exchange of Hong Kong.
Vanaf 1990 profiteerde de beurs van de belangrijke economische wijzigingen in de China. Een meer kapitalistisch systeem werd geïntroduceerd en Chinese bedrijven maakten de stap voor een beursnotering. In juli 1992 was Hai Hong Holdings Company het eerste bedrijf, een zogenaamde Red Chips, die deze stap maakte. In juli 1993 volgde de Tsingtao Brewery Company met de eerste H-aandelen.
In november 1999 ging de Growth Enterprise Market (GEM) open. Deze markt was bestemd voor nieuwe ondernemingen die nog niet voldeden aan de eisen voor een normale notering aan de beurs, maar wel kapitaal nodig hadden voor de verdere groei. De opening viel samen met de sterke opkomst van het internet en veel gerelateerde bedrijven vroegen een notering aan. Vier maanden na de opening telde de GEM al 18 bedrijven. Medio 2000 ging de beheerder van de beurs, HKEx, zelf naar de beurs.
In oktober 2005 volgde de grootste introductie op de Hongkong beurs. De China Construction Bank (CCB), de derde grootste bank van China, haalde 8 miljard dollar op. In 2006 en 2007 volgden andere Chinese zwaargewichten zoals Sinopec, Bank of China, Industrial and Commercial Bank of China (ICBC), China Life Insurance en Ping An Insurance.
In 2009 sloot de beurs met de Shanghai Stock Exchange en de Shenzhen Stock Exchange samenwerkingsovereenkomsten. Met de samenwerking willen de drie beurzen de mogelijkheden verbeteren voor Chinese bedrijven om binnenlands en internationaal geld aan te trekken.

## Bijzondere aandelenklassen
Naast Hongkong en internationale bedrijven met een beursnotering kent de beurs nog twee speciale Chinese aandelen.
- Red Chips, zijn aandelen van bedrijven waarvan de activiteiten in China plaatsvinden, maar het bedrijf zelf buiten China staat geregistreerd. De aandelen van deze bedrijven op de Hong Kong Stock Exchange heten Red Chips.
- H-aandelen, zijn aandelen van Chinese bedrijven met een registratie in China en een notering op de beurs van Hongkong.

### Hang Seng China Enterprises Index
Vanwege het grote aantal H–aandelen is er een speciale Hang Seng China Enterprises Index. Hierin zijn alle grote en belangrijke bedrijven met H-aandelen opgenomen. De gewichten worden bepaald aan de hand van de marktkapitalisatie, de handelsvolumes en de free float van de aandelen. Er is een maximaal gewicht van 10% per bedrijf. Deze index werd op 8 augustus 1994 geïntroduceerd. De financiële instellingen hebben het grootste gewicht van ruim 60% in deze index vooral door de Chinese grootbanken CCB, Bank of China en ICBC.

### Hang Seng AH premium index
Een aantal Chinese bedrijven met een notering in Hongkong (H-aandeel) staan ook genoteerd in  Shanghai. Deze A-aandelen zijn in principe alleen beschikbaar voor binnenlandse investeerders terwijl niet-Chinese beleggers in H-aandelen kunnen handelen. De aandelen hebben wel betrekking op dezelfde bedrijven met activiteiten op het vasteland van China. Er is geen arbitrage mogelijk tussen de twee beurzen waardoor prijsverschillen voor een en hetzelfde bedrijf kunnen ontstaan. Om het verschil in waardering te volgen is er de Hang Seng China AH Premium Index.

## Hong Kong Exchanges & Clearing (HKEx)
De beheerder van de beurs is het beursgenoteerde bedrijf Hong Kong Exchanges & Clearing (HKEx). In 2012 kocht HKEx de London Metal Exchange (LME) voor 1,4 miljard pond. Op de LME wordt al 135 in grondstoffen gehandeld. Drie andere beursbedrijven waren geïnteresseerd, waaronder NYSE Euronext, maar HKEx bood het meest. Met deze overname wil het bedrijf diversifiëren in een nieuwe markt.